# Природні підземні мінеральні лікувальні води
Приро́дні підзе́мні мінера́льні лікува́льні во́ди — природні підземні мінеральні води об'єктів (родовищ), які мають виражену лікувальну і профілактичну дію на організм людини, характеризуються мінералізацією понад 8.0 г/дм3 або меншою при вмісті в них біологічно активних компонентів та сполук не нижче прийнятих бальнеологічних норм відповідно до кондицій, установлених для кожного об'єкта (родовища), вода яких використовується без додаткової обробки, що може вплинути на хімічний склад та мікробіологічні властивості, згідно з медичним (бальнеологічним) висновком.

## Застосування
Мінеральні природні лікувальні води використовуються тільки з лікувальною метою за призначенням лікаря відповідно до медичних показань.